# One Step at a Time
"One Step at a Time" é o terceiro single da vencedora da sexta temporada do reality show American Idol, Jordin Sparks em seu álbum homônimo. A data de lançamento do single seria 29 de Março de 2008, mas foi adiada para 10 de Junho de 2008 devido ao sucesso do single anterior "No Air".

## Divulgação
Jordin cantou a música na final da sétima temporada do American Idol. No dia seguinte, a canção debutou no iTunes na posição #39.

## Videoclipe
O vídeo foi filmado em 3 de Maio de 2008, O vídeo clip oficial foi lançando no site YouTube através do canal Sparks, no dia 28 de maio de 2008.

## Paradas
| Top (2008)                                       | Melhor posição |
| ------------------------------------------------ | -------------- |
| Austrália - ARIA Charts                          | 12             |
| Brasil - Brasil Hot 100                          | 71             |
| Brasil - Top 30 Request KAOS                     | 1 (2x)         |
| Brasil - Top 50 Request Year-end KAOS 2008       | 34             |
| Brasil - Top 100 Request Year-decade KAOS 2000's | 96             |
| Bulgária - Parada de Singles                     | 1              |
| Canadá - Hot 100                                 | 11             |
| Estados Unidos - Billboard Hot 100               | 17             |
| Estados Unidos - Billboard Pop 100               | 5              |
| Nova Zelândia - RIANZ                            | 2              |
| Portugal - RIANZ                                 | 38             |